# Франц Шталь
Франц Шталь (англ. Franz Stahl) — американський гітарист, учасник гуртів Scream та Foo Fighters.

## Про музиканта
Музична кар'єра Франца Шталя розпочалася 1981 року, коли він разом з братом Пітером Шталем заснував в місті Александрія (неподалік від столиці США Вашингтона) панк-роковий гурт Scream. Вони грали на місцевій сцені протягом двох років, аж доки гурт не помітив відомий панк-роковий лейбл Dischord Records, 1983 року запропонувавши видати повноцінний альбом. Протягом вісімдесятих років склад гурту постійно змінювався, і серед інших, 1988 року до нього доєднався сімнадцятирічний барабанщик Дейв Ґрол, в майбутньому — музикант гуртів Nirvana та Foo Fighters.
1990 року Scream розпалися, Франц Шталь разом з братом переїхав до Лос-Анджелесу, заснувавши новий гурт Wool. Окрім цього, з 1997 по 1999 роки Шталь був гітаристом Foo Fighters, змінивши Пета Сміра. У 2000 роки склад Scream неодноразово возз'єднувався, і музиканти видали ще низку альбомів, останнім з яких був DC Special, випущений 2023 року.
Франц Сталь надає перевагу гітарам Gibson Les Paul, хоча у відомому відеокліпі Foo Fighters «My Hero» він грає на стратокастері. «У дитинстві я бачив гітари Gibson Les Paul у журналах, і вони вкорінилися в моїй ДНК. Це була гітара, про яку я думав, коли уявляв себе на сцені, і врешті-решт вона стала однією з перших гітар, які в мене з'явилися. Я ніколи не відступав від цього» — визнавав Шталь. Основним інструментом гітариста є «золотий» Gibson Les Paul Goldtop 1978 року, але він також довго використовував білий «Лес Пол», а також декілька гітар Epiphone. Щодо підсилювачів, під час перших записів Scream Шталь використовував Fender Twin Reverb, у Foo Fighters грав на Mesa/Boogie, а потім надавав перевагу кабінетам Marshall та Orange: «Я ніколи не був надто божевільним щодо підсилювачів, намагаючись все спростити, бо не хочу мати справу з тисячею ручок».